# Leyenda de la nativa Mariana
La Leyenda de la nativa Mariana, más conocida como la Leyenda de la india Mariana, es una narración con una proporción de elementos imaginativos y que generalmente quiere hacerse pasar por verdadera o basada en la verdad, o ligada en todo caso a un elemento de la realidad, que involucra a una nativa huarpe llamada Mariana que habría vivido en el actual departamento Pocito, en la provincia argentina de San Juan.

## Leyenda
A principios del siglo XVII, en zonas del actual departamento Pocito, según la leyenda, vivía una nativa huarpe llamada Mariana, cuyo aspecto físico era el de una mujer alta, delgada, de rostro enjuto y huesudo, piel cobriza y largo cabello negro que caía, revuelto, en torno a su cuello, que siempre era acompañada y defendida por un perro. La misma se refugiaba bajo un algarrobo con su infaltable cigarro. Allí ocupaba el tiempo contando fabulosas historias y aventuras a los niños que se acercaban a ella, y vendiendo a viajeros y vecinos “piedritas brillantes”, que según la leyenda se trataba de pepitas de oro que Mariana extraía de un “pocito”. De allí el surguimiento del topónimo del departamento "Pocito". 
En el transcurso de una oscura noche, unos españoles quisieron robarle siguiendo la traza de un cigarrillo encendido. Grande fue su sorpresa cuando, al llegar junto al algarrobo, se encontraron con su perro, que les mostraba sus colmillos. Los ladrones huyeron atemorizados, perseguidos por una carcajada de mujer que salía del árbol. Esa noche, un temblor sacudió la región y Mariana nunca más fue vista. Su "pocito" fue buscado, pero sin ningún resultado.